# Epiphragma subinsigne
Epiphragma subinsigne là một loài ruồi trong họ Limoniidae. Chúng phân bố ở miền Cổ bắc.